# Bisteklar
Bisteklar (Gasteruptiidae) är en familj av steklar som beskrevs av William Harris Ashmead 1900. Bisteklar ingår i ordningen steklar, klassen egentliga insekter, fylumet leddjur och riket djur.

## Bildgalleri

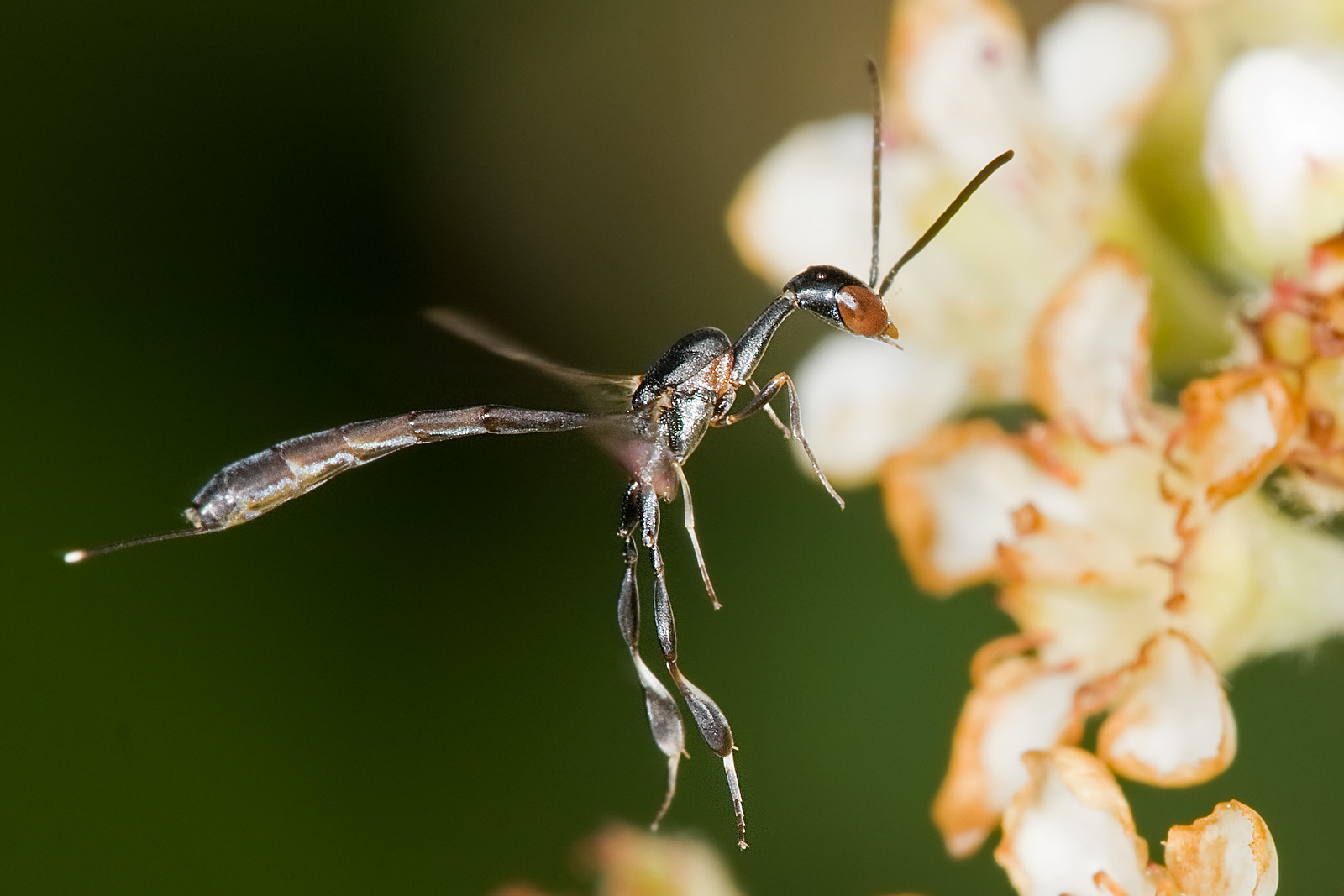